# Mauzoleum Husejn-Beka
Mauzoleum Husejn-Beka (ros. Мавзолей Хусейн-бека) – mauzoleum z XIV wieku w Cziszmach w rejonie czyszmińskim, w Baszkortostanie w Rosji, zrekonstruowane na początku XX wieku. 

## Historia
Budowla pochodzi z XIV wieku (być może w 1344 roku). Według legendy inicjatorem miał być Timur Chromy, który miał przejeżdzać obok miejsca pochówku Husejn-Beka, człowieka z Turkiestanu, który przybył szerzyć islam w Baszkirii. Pierwsza wzmianka o mauzoleum pochodzi z XVIII wieku. Fotograf Siergiej Prokudin-Gorski w 1910 roku zastał na miejscu jedynie bezkształtne ruiny i pomalowany na zielono nagrobek. Z inicjatywy muftiego Ufy M. Sułtanowa dokonano amatorskiej rekonstrukcji obiektu w latach 1910-1911, przez co jego pierwotny kształt uległ zmianie. 
Dokładny opis sporządził W.S. Jumatow w 1848 roku, a następnie architekt B.G. Kali-mullin w 1956 roku. Budynek wpisano do rejestru zabytków o znaczeniu federalnym w 1960 roku.
G.N. Garustowicz przeprowadził prace archeologiczne w 1985 roku. Znaleziska z pochówku przechowywane są w Muzeum Archeologicznym i Etnograficznym w Ufie. Szczątki Husejn-Beka powróciły po badaniach do mauzoleum w 2016 roku.
Mauzoleum stanowi jedno z najważniejszych sanktuariów muzułmańskich w regionie, do miejsca pochówku imama przybywają pielgrzymki z różnych regionów Rosji.

## Charakterystyka
Mauzoleum znajduje się na południowych obrzeżach osiedla Cziszmy na starym cmentarzu Akzirat, na lewym brzegu Diomy. Pierwotna grubość ścian wynosiła 1,57 m, wykonano je z ciosanego wapienia. Budynek o wysokości 4,2 m na rzucie kwadratu o boku 8,4 m, na wysokości 2,1 m od poziomu posadzki przechodzi w ośmiościan, a następnie zamyka go okrągła kopuła.
Wnętrze ścian było otynkowane. Znajdowało się tamże dziewięć pochówków w dołach, w tym dwóch dorosłych mężczyzn, kobieta i dzieci. Husejn-Bek, mężczyzna w wieku około 25-30 lat był pochowany w centrum, gdzie umieszczono nagrobek z epitafium. Nie wiadomo, kim byli pozostali zmarli. W jednym rzędzie z nim spoczywały dwie kobiety, nad nimi umieszczono gipsowe nagrobki. Zwłoki w trumnach umieszczono na plecach, ich głowy zwrócono na zachód, a twarze obrócono na południe w kierunku Mekki. Jedynymi znalezionymi przedmiotami były końskie zęby przy pochówku dziecięcym. 
Zachowała się inskrypcja na epitafium Husejn-Beja napisana sulsą o przybliżonej treści: Hadżi Husejn, sprawiedliwy w swoich decyzjach [Bek, syn Omarbeka...] Turkiestanu, nie żyje, O Boże mój, zmiłuj się nad nim i uczcij go swoim dobrodziejstwem. Umarł [dziewiątego] dnia błogosławionego przez Boga miesiąca roku siedemset czterdziestego (15 września 1339 roku według kalendarza gregoriańskiego, ewentualnie data jego śmierci jest podawana na 1341 lub 1342 rok).
Wokół obiektu znajduje się 6 starych nagrobków z inskrypcjami w języku arabskim, według legendy są to groby dowódców wojskowych Timura Chromego.

## Galeria

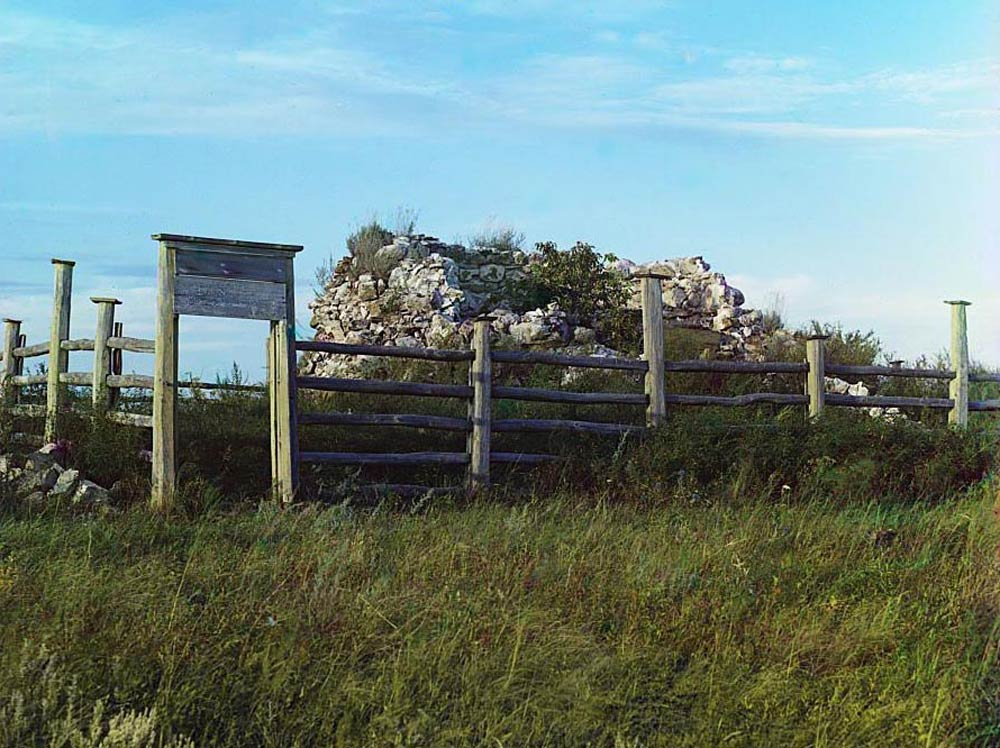
Ruiny mauzoleum (1910)
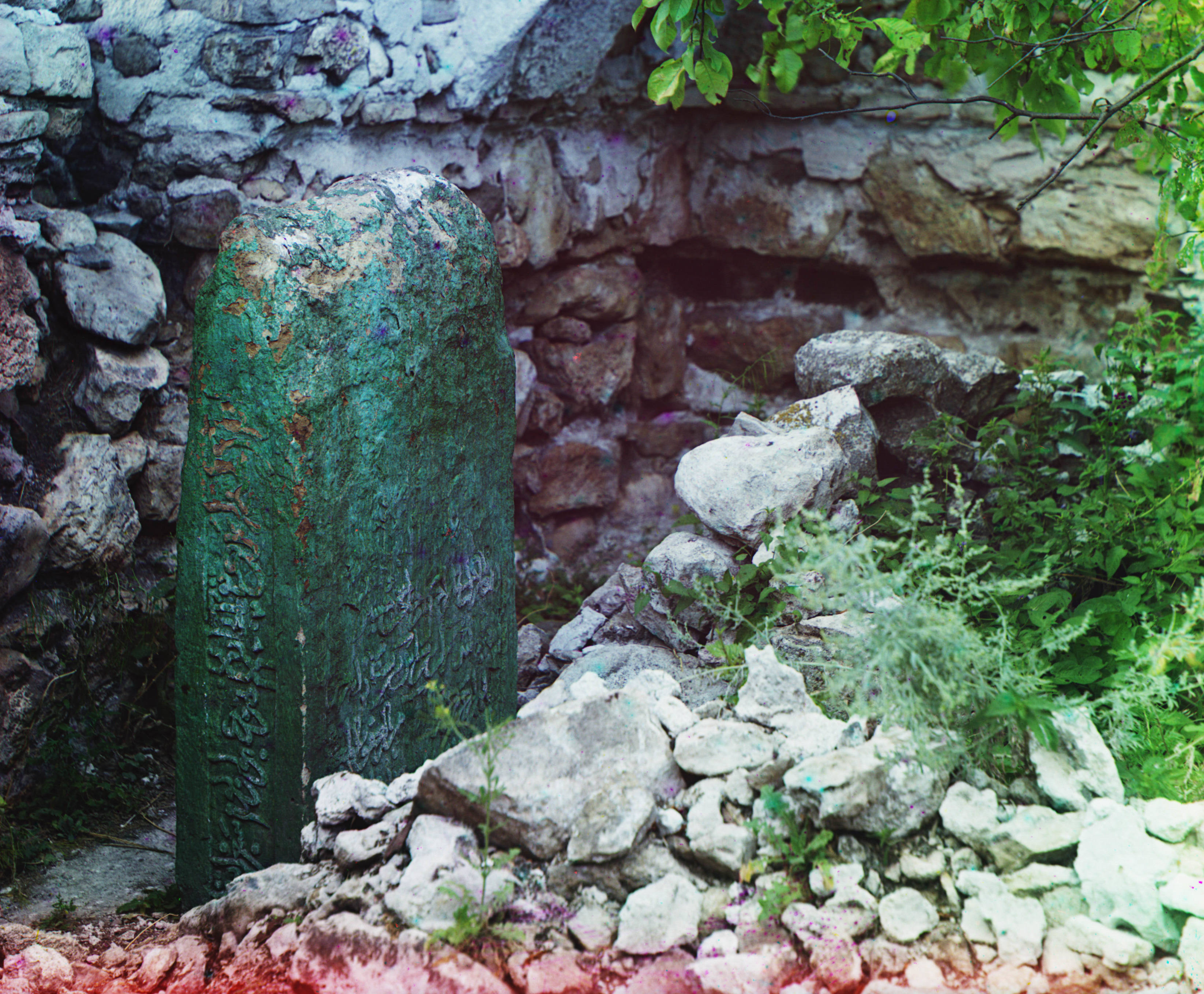
Zielony nagrobek pomiędzy ruinami (1910)
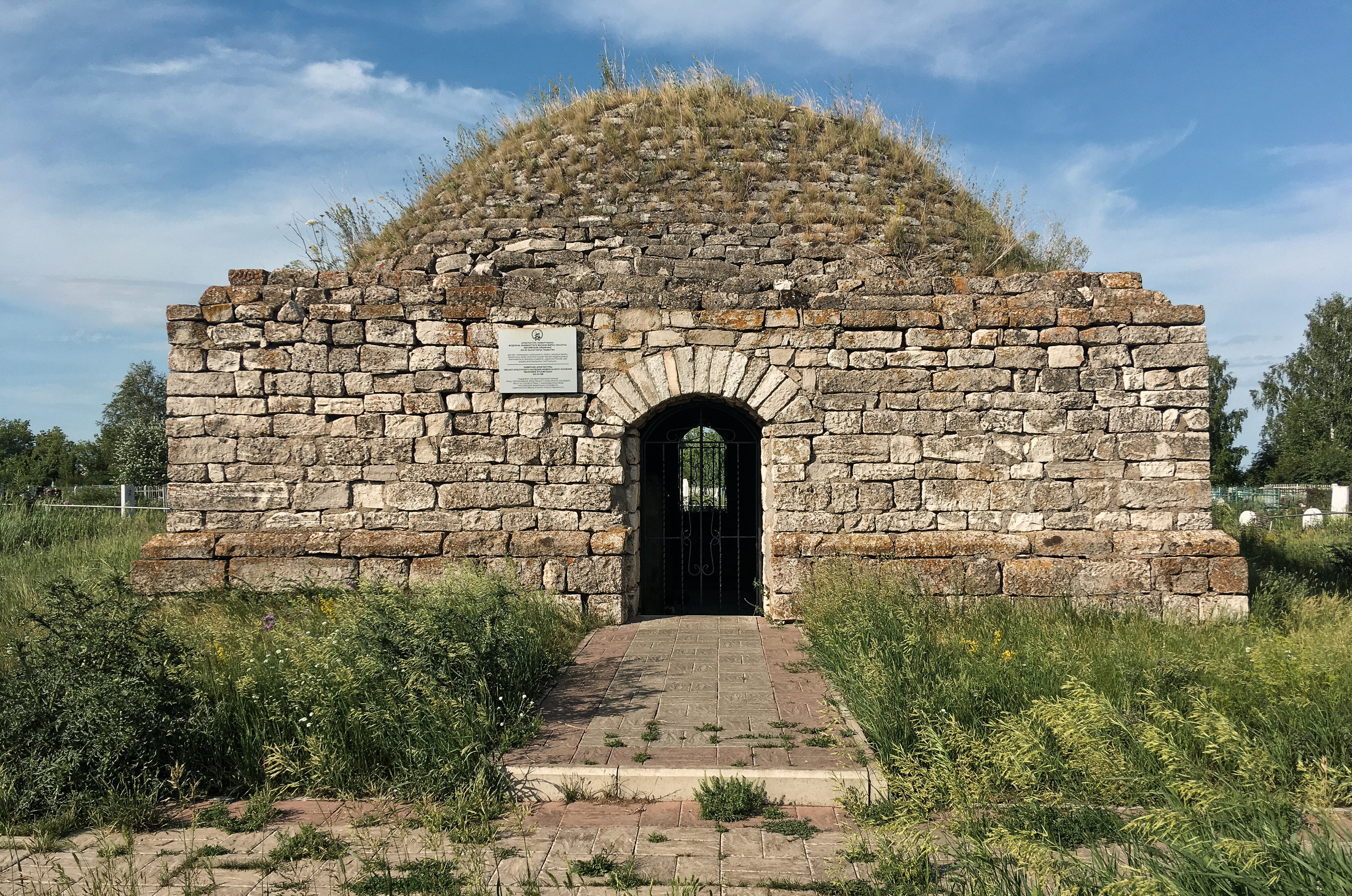
Elewacja frontowa (2021)
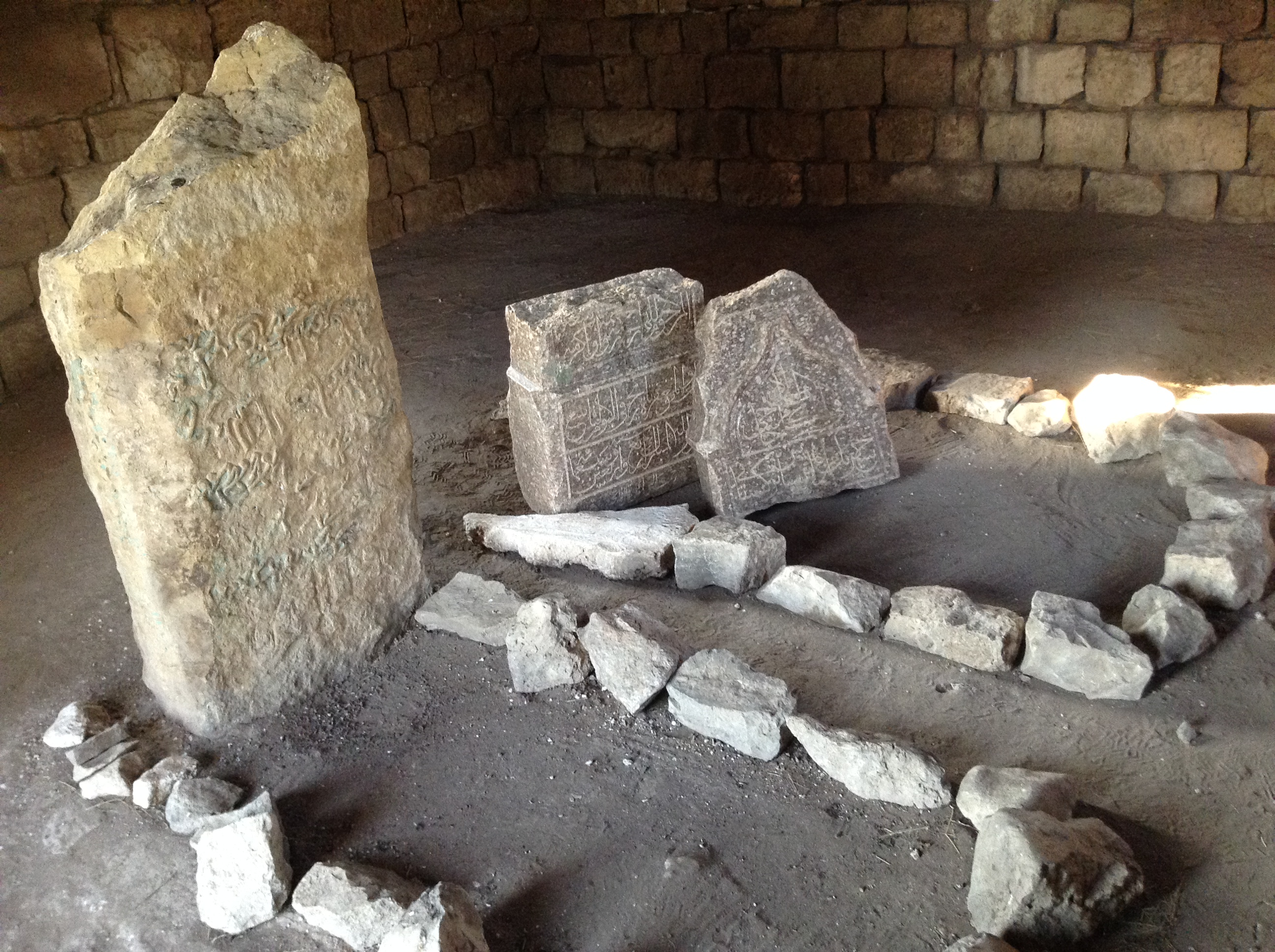
Wnętrze (2014)
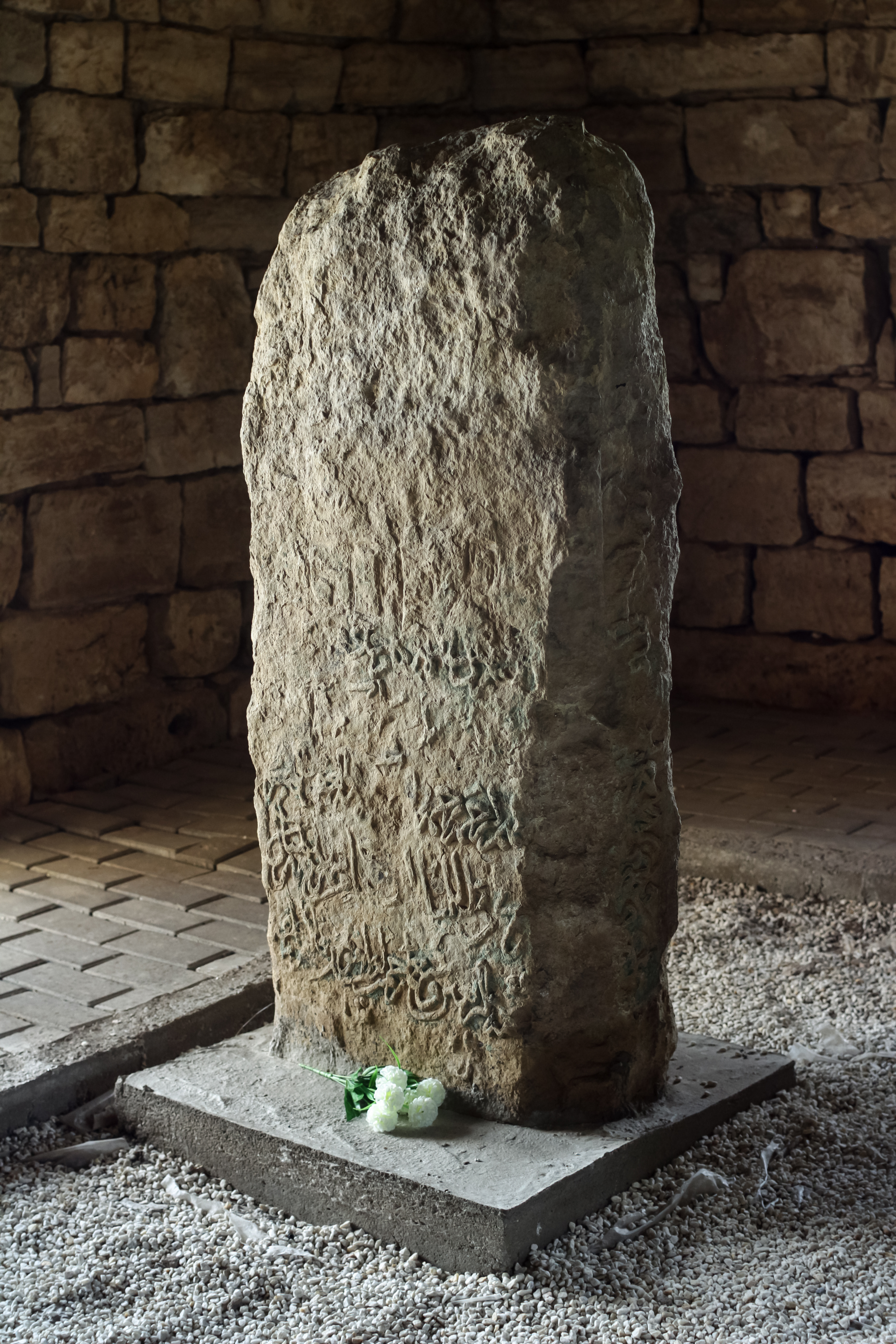
Nagrobek Husejn-Beka (2021)
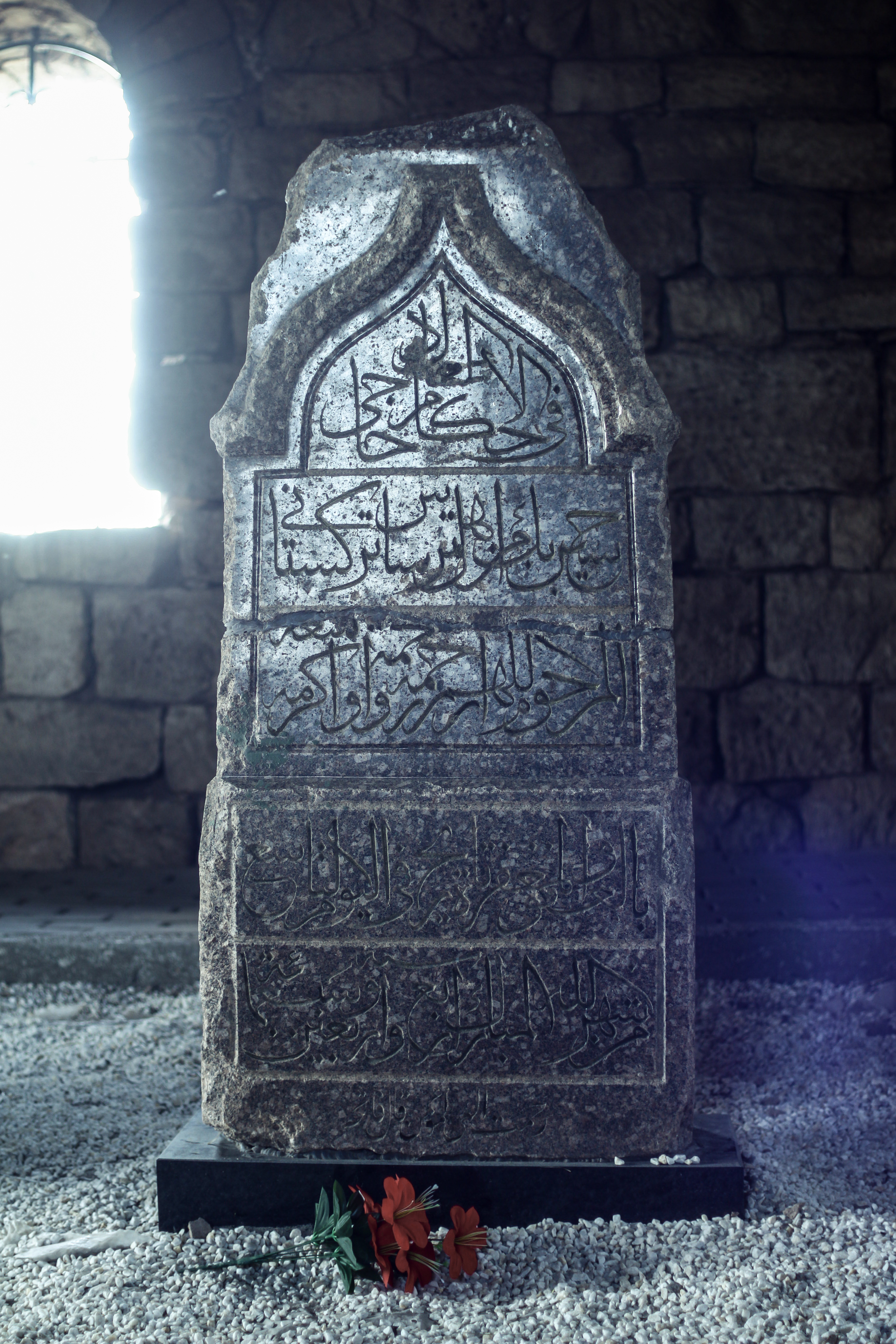
Drugi nagrobek (2021)
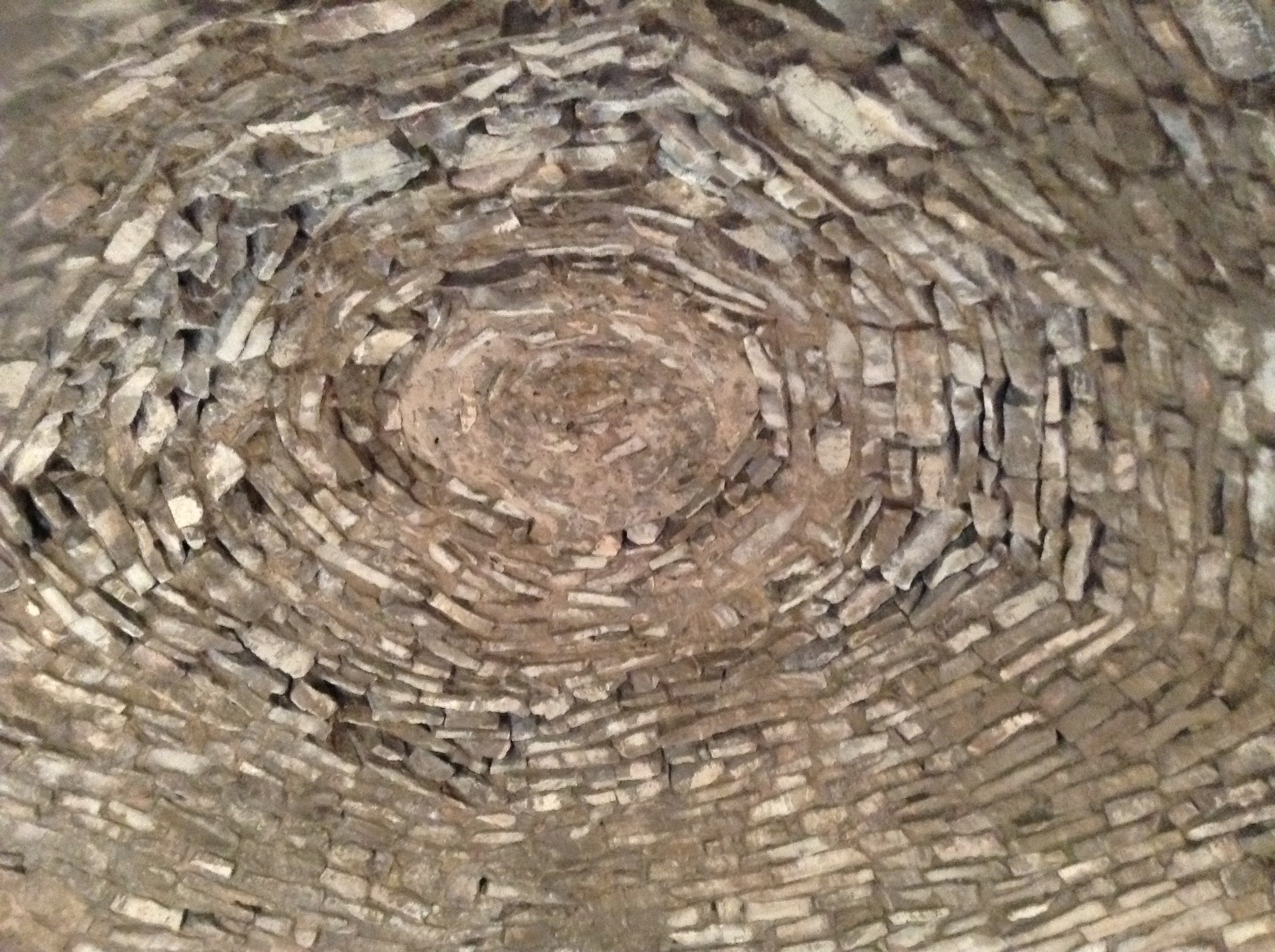
Sklepienie (2014)
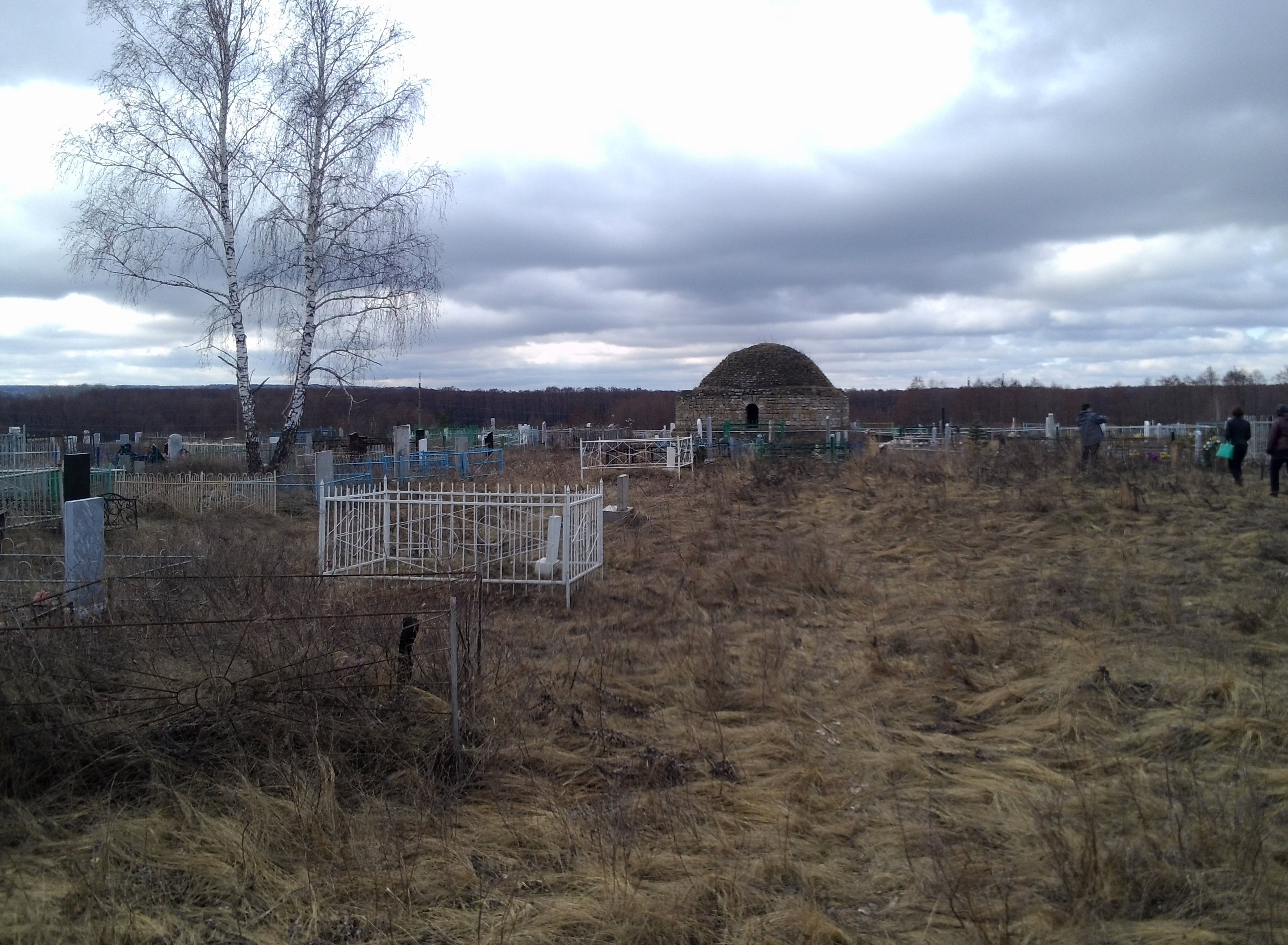
Otoczenie (2015)